# سن‌نان، اوساکا
سن‌نان در استان اوساکا در کشور ژاپن واقع شده‌است  که دارای جمعیت ۶۴٬۹۱۶ نفر و مساحت ۴۸٫۴۸ کیلومتر مربع با تراکم جمعیت ۱٬۳۳۹  نفر در کیلومترمربع است و در تاریخ ۱ ژوئیه ۱۹۷۰ به عنوان شهر شناخته شد.

## نگارخانه

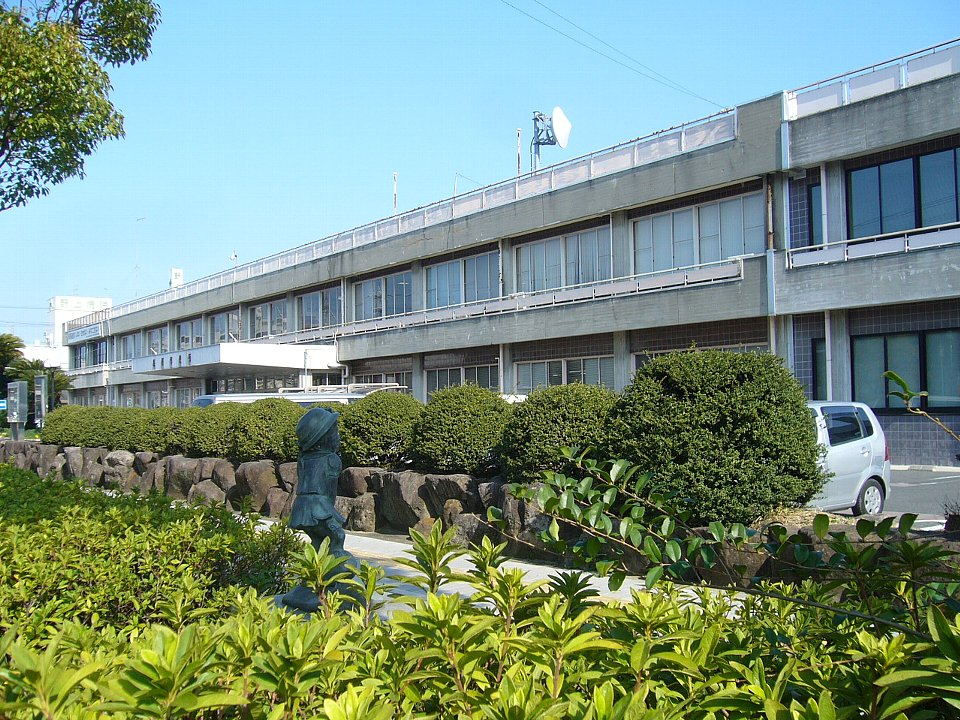
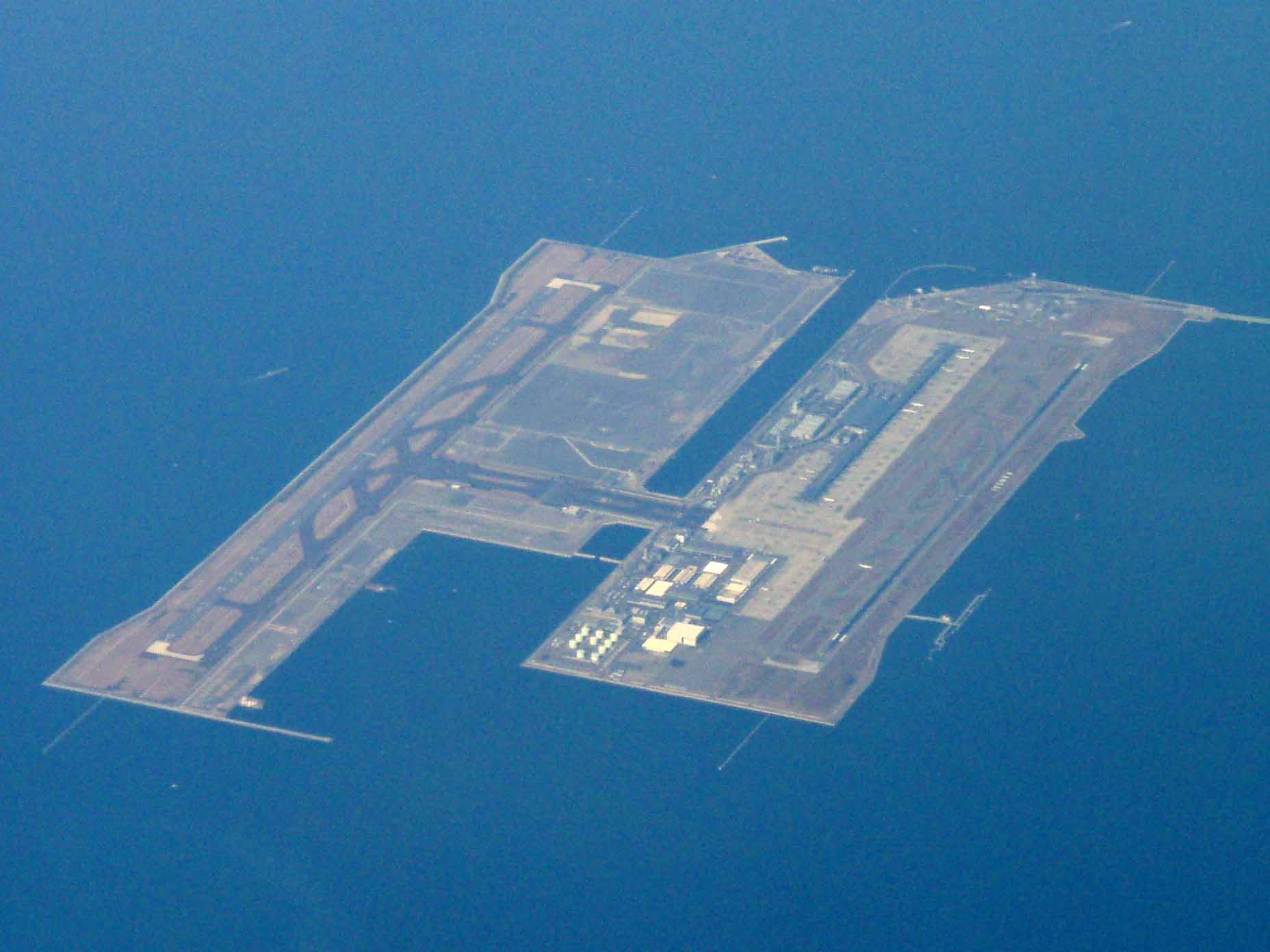